# East Room

Plan des Weißen Hauses

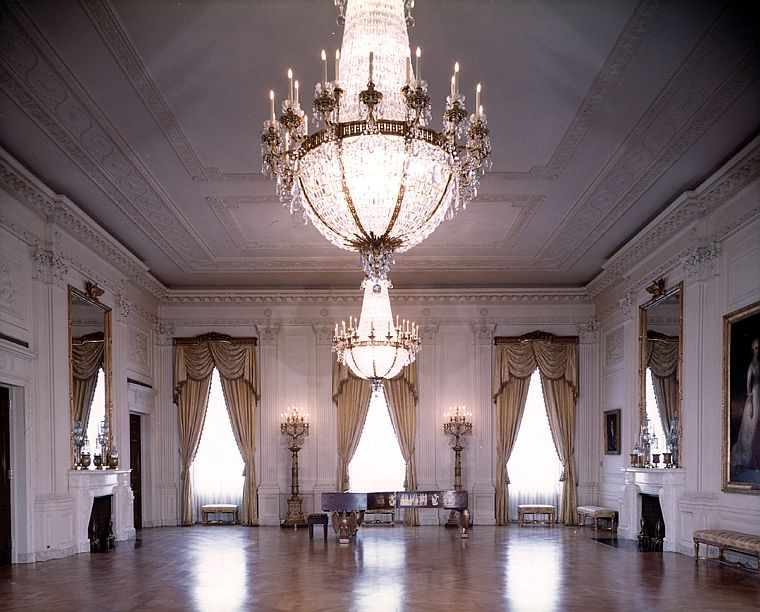
Der East Room im Jahr 1963 zu Zeiten von John F. Kennedy

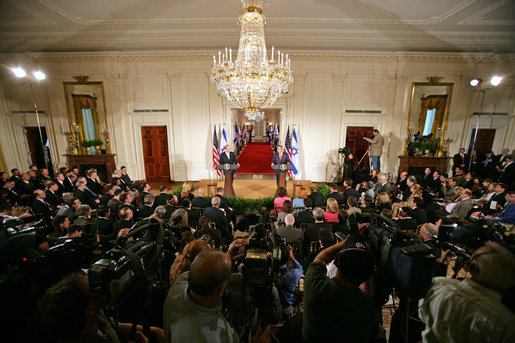
Pressekonferenz mit George W. Bush und Ehud Olmert im East Room

Der East Room (Ostsaal) ist der größte repräsentative Saal im Weißen Haus in Washington, D.C., dem Amtssitz des Präsidenten der Vereinigten Staaten von Amerika, auf der Ostseite des State Floor gelegen, der ersten Etage des Weißen Hauses, auf der sich die repräsentativen Staatsräume befinden.

## Geschichte
Der East Room war vielfach Schauplatz privater und offizieller Ereignisse. So fanden hier Hochzeiten von Kindern der Präsidentenfamilien statt. Präsident Gerald Ford wurde hier 1974 nach dem Rücktritt Richard Nixons als Präsident vereidigt. Alle im Amt verstorbenen Präsidenten, wie  Abraham Lincoln 1865 oder John F. Kennedy 1963 wurden hier aufgebahrt. In dem Raum erfolgte die Unterzeichnung und Proklamation neuer Gesetze, so unterzeichnete Präsident Johnson hier den Civil Rights Act im Juli 1964, womit landesweit die Rassentrennung abgeschafft wurde.

## Nutzung
Der Saal wird für verschiedenste Veranstaltungen genutzt, etwa für Pressekonferenzen, Empfänge, Bälle oder große Staatsessen. Der East Room ist neben dem Oval Office der aus den Medien wohl bekannteste Raum im Weißen Haus. Im East Room hängt eine Kopie des Lansdowne Portraits, welches George Washington, den ersten Präsidenten der USA, zeigt.